# テイルズウィーバー
『テイルズウィーバー』（英語: Tales Weaver、朝鮮語: 테일즈위버）は、韓国のネクソン社とソフトマックス社が開発したMMORPGに属するオンラインゲーム。日本でのサービス運営会社はネクソン。他に韓国でも運営している。基本プレイ無料（アイテム課金制）。
一度、台湾と中国ではサービスが終了したが、その後台湾ではガマニアデジタルエンターテインメント、中国では世紀天成によりサービスが再開された。その後中国版は2008年末、台湾版は2009年4月28日に再度サービスを終了している。

## 特徴
テイルズウィーバーは2D斜め上視点を採用している。そのため、3Dポリゴンを用いたMMORPGに比べ要求スペックが若干低くなり、快適にプレイすることが出来る。ただし、現在では推奨スペック以上の環境がないと快適にプレイできないとされている。グラフィックボードなどの相性によっては、一部の3Dポリゴンを用いたMMORPG以上の処理能力を要求される事がある。

### 原作
韓国の作家、チョン・ミンヒ作の小説『ルーンの子供たち CHILDREN OF THE RUNE』がこの作品の原作にあたる。
日本でも2006年に、日本語訳版『ルーンの子供たち』の第1部『冬の剣 WINTERER』が、第1巻『冬の剣』、第2巻『冬の剣 消えることのない血』、第3巻『冬の剣 夜明けを選べ』の全3巻の構成で宙出版から発売されている。韓国では第2部『デモニック DEMONIC』が全8巻で発売されているが、日本では現在順を追って翻訳・刊行中であり、2011年現在では日本語訳版『デモニック DEMONIC』の最終巻である第5巻までが発売されている。
アバターサービスゲーム『4LEAF』が韓国で人気を博し、それを元に小説『ルーンの子供たち』、さらにゲームとして発展させたものとしてMMORPG『テイルズウィーバー』が作られた。

### サービス
日本では2004年2月25日にオープンβテストを開始、2004年9月より30日2000円の正式課金サービスを開始。また、10月より数時間単位での従量制が追加された。
その後2005年10月5日より基本プレイ無料でアイテム課金を伴うフリーミアム制に移行。
2007年7月26日、セキュリティ向上を目的としたnProtectの導入により、様々なトラブルが発生した。この点については後述する。また、2008年4月23日の大規模アップデートでもプレイ出来なくなる現象が見られた。これらは主に要求スペックの大幅な向上に原因があるとされている。
2009年3月18日にnProtectが廃止され、HackShieldが導入された。

### システム
戦闘システムはコンボ制と呼ばれる。各キャラクターに固有の基本技による連続攻撃（最大5連続）の途中で攻撃スキル（基本技を除く）、もしくは補助スキルを使用し、その後に再び基本技の連続攻撃をする。この一連の戦闘動作をコンボと呼び、コンボは敵の攻撃等により阻害されない限り半永久的に継続可能である。数字上では255コンボが上限であり、それ以降は再び1コンボ（表記なし）に戻り、継続される。
対人要素として要塞戦、旗取り、ファイトクラブ、PK可能地域のドッペルゲンガーの森（通称DOP）等がある。一部の対人要素はアップデートにより機能を凍結されている。
NPCには好感度というパラメータがあり、特定のアイテムを与える等で上下する。好感度次第で様々なメリット、デメリットがある。
最大の特徴はストーリーイベントであるチャプターである。2006年9月27日のアップデートで13のチャプターからなる（ただしチャプター13は2部構成となっている）エピソード1が完結し、2013年2月17日エピソード2のチャプター7まで実装された。2015年4月現在、チャプター1, 2は廃止され、記憶の図書館収納となり、新たにエピソード3が実装されている。2017年2月16日現在エピソード3のチャプター5まで実装された。

### 音楽
使われているBGMはSoundTeMP所属のメンバーによって手がけられている。また、再生プレイヤーで流せる一般的な圧縮音楽ファイルであるため、BGMだけをゲームプレイ中以外に鑑賞することも可能。2006年8月25日に『テイルズウィーバー オリジナルサウンド・トラック』が発売されている。

### サーバー
2012年3月28日の実装で18となったサーバーだが、2012年6月7日のサーバー統合により7つに減少した。
それに加え、2014年3月24日のアップデートで「ブルエット」というサーバーが追加された。
モエンサーバーのみOM（公式RMTのようなもの）が使用できない。
ブルエットも実装当初は使用できなかったが、解禁された。
その後、2015年3月25日、2019年3月27日にもサーバー統合が行われ、2019年9月現在モエン、ローゼンバーグ、エルフィンタの3サーバー体制となっている。

## キャラクター
PC版のゲーム内では、一部のキャラクター、ムービーを除いてボイスは収録されていないが
モバイル版『テイルズウィーバー：SecondRun』にてキャスティングされている。

### Episode1 -発顕-
テイルズウィーバーの運営開始と同時に実装されたキャラクター。Episode1チャプター1から開始し、全チャプタクリア後にEpisode2が開始する。EP1はCP1〜13まで存在する（CP13は前編と後編に分かれる）。
ルシアン・カルツ（Lucian Kaltz）
声 - 堀江瞬、杉山里穂（ボイスドラマ）
4月4日生まれ（牡羊座）、17歳、O型、男、身長176cm
明るい青い瞳に明るい金髪、白を基調とした服。
偉大な冒険家として名を残した祖父ラグランジュ・カルツに憧れる純粋な少年。アノマラド有数の商団であるカルツ商団の次期後継者。明るく活発な性格だが、行き当たりばったりな行動が彼をわがままな子供に見せている。「ぼくおしっこ」は、彼の名言の一つ。現在は冒険者になるという夢のため、護衛のボリスと共にアクシピターで見習い騎士をしている。屋根裏部屋で発見したオカリナを練習しているが、あまり上手とは言い難い。すぐ人を信じるが、友達想いで友情に熱い面も持つ。扱う武器は刀や細剣、長剣。これといった自己補助スキルは無いが、攻撃速度が速いのも売りの一つで、ディレイを半減できる「ラグランジュ神速剣」やイスピン同様全ての盾が装備可能であり、物理防御を最も高くできる。基本的にバランスの取れたキャラ。
細剣の攻撃速度の速さから、ナヤトレイに次いでBOTとして蔓延してしまったキャラクターでもある。
原作『ルーンの子供たち』では「冬の剣」にて登場。ひょんなことからボリスと知り合い、シルバースカル大会にてボリスに興味を示していく。幼い性格。
ボリス・ジンネマン（Boris Jineman）
声 - 前野智昭、石川界人
7月12日生まれ（蟹座）、17歳、A型、男、身長179cm
グレーブルーの瞳に青い長髪、黒装束。
原作『ルーンの子供たち』第1部「冬の剣」の主人公でもある。性格はとても無口でありポーカーフェイス。自分の実力をあまり人に見せたがらず、必要以上に力を発揮することはない。基本的に他人とは関わらないようにしているが大切に思っている人物には犠牲的になる。
ルシアン・カルツの護衛兼友人。元々はトラバチェスの名門貴族の次男として育っていたが、7年前に起こった、兄（イェーフェネン・ジンネマン）の死に疑問を持ち、その謎を解き明かす旅の途中でカルツ商団のドメリン・カルツを助け、ルシアンの護衛を条件に商団からの調査支援を受けている。現在はルシアンと共にアクシピターの見習い騎士をしている。兄の遺品でもある強力な魔剣“ウィンターラー（Winterer）”を所持しているが、その力は封印されている。また、“ウィンターラー”には「冬を明ける者」という意味が込められている。
ゲーム内ではスキル取得レベルが高いため、後半より真価を発揮するいわゆる晩成型のタイプである。武器は、大剣、刀、太刀の3種類。
ゲーム内では実装されていないが4リーフの設定では、幻覚魔法も得意とされている。正式に剣術を習っているが、その剣術は大変珍しいもので、ゲーム内では「影剣術」と呼ばれており、原作小説『ルーンの子供たち』と名称に若干の違いがある（ルーンの子供たち内では「ティグリス」と呼ばれる）。
ミラ・ネブラスカ（Mila Nebraska）
声 - 伊瀬茉莉也
12月2日生まれ（射手座）、24歳、B型、女、身長178cm
オレンジ色の髪ときれいな緑の瞳。大人の女性と呼ぶに相応しい体格をしている。
海賊“紅い射手”の船長。かなり激しい性格で、酒豪でもある。幼い頃に両親に捨てられた後に祖母に引き取られ、祖母の死後に養父であるジュール・ネブラスカに引き取られた。ある時謎の“青いガレー船”に襲われ、ジュールが殺される。それ以来“青いガレー船”に復讐するため、ナルビクに寄ることになる。しかしその直後、規制によって船が奪われてしまい、その規制解除のためにアクシピターに入団。ティチエルと行動を共にする。ティチエルからは姉のように慕われているが、本人は快く思っていない。しかし、行動を共にしているうちにティチエルに対する意識も変わってきており、何かあるとすぐにティチエルの心配をするなど、お姉さんらしさを発揮する。
魔法は一切使えないが、闇器による攻撃を得意とし、装備は鞭と連接棍（フレイル）を使用。特にスキル「カードスプレー」は低ディレイ、高威力、自己補助スキル「気合い（攻撃力1.1倍）」のため、単位時間あたりに敵単体に与えるダメージは全キャラ中最高。また範囲系スキルが多い。タイプは突き型・物理複合型・斬り型とあるが、突き型の装備は物理複合型と同じフレイルであるため、純粋な突き用装備は存在しない。
ティチエル・ジュスピアン（Tichiel Juspian）
声 - 石原夏織、すぃる（ボイスドラマ）
9月1日生まれ（乙女座）、17歳、O型、女、身長170cm
プラチナブロンドの髪に銀色の瞳。
エピソード1の8人のプレイヤーキャラの中で唯一の魔法専門キャラ。彼女の父は魔法師組織“黒い予言者”に所属していた大魔法師であるエルベリーグ・ジュスピアン。過去に両親が黒い予言者を裏切り脱走、今もなお逃亡生活を続けている。母は逃走中にティチエルの身代わりとなり殺されている。その際、自分の命と引き換えにティチエルに「強力な保護契約」を結び、それ以降ティチエルは「最高の幸運の持ち主」となる。それによって父と二人で世間と隔絶した暮らしを強いられたため、かなりの天然ボケであり、世間の常識には乏しい。前記の通り「最高の幸運」を持ち、その運の良さはミラに4面サイコロ勝負で2連続、しかも2回とも一番高い数字で勝った事がある。初めて町に出たときに「ほおひげ団」に絡まれるものの、ミラに助けられて以来、彼女と行動を共にする。
回復や補助魔法など支援スキルが豊富である。
原作『ルーンの子供たち』では「DEMONIC」で登場。マキシミンの教師として父親に派遣される。また、マキシミン、ジョシュアと共にネニャフル学院に入学した。
シベリン・ウー（Sivelin Uoo）
声 - 置鮎龍太郎
12月20日生まれ（射手座）、23歳、O型、男、身長187cm
燃えるような真紅の長髪と黄金の瞳。
5年前の事件で記憶をなくしており、失われた記憶を取り戻す鍵となる人物“黒衣の剣士”を探してナヤトレイと共に旅をしている。名前と姓名は義父が付けたもので、本名は不明。武器は槍や棒などの長柄物を扱う。かなりの女たらしでチャプター中に女性NPCと会うと口説きにかかったりするため、相棒のナヤトレイに愛想を着かされることもしばしばある。だが、その成功率は皆無と言えてしまうほど低い。所属ギルドはシャドウ＆アッシュで、“真紅の死神”として名を上げている。同じギルドで知り合ったイスピンとは過去になんらかの関わりがある様子。
魔法は扱えないが、非常に強力な自己補助スキルであるバーサークからの物理攻撃に長けており、火力キャラとして定着している。
原作『ルーンの子供たち』では、「冬の剣」にてそれらしき人物が登場するものの、ストーリーには関わらない。
ナヤトレイ（Nayatrei）
声 - 金元寿子
1月15日生まれ（山羊座）、15歳、AB型、女、身長152cm
紫色の瞳、浅黒い肌の色。白銀の髪を後ろで三つ編みにして、バンダナをつけている。
苗族（びょうぞく）の唯一の生き残り。シベリンに助けられたために部族の教えにより、シベリンに付き従う。必要なこと以外はあまり話さない。またシベリン以外の人物は本来の愛称である“ナヤ”を知らず、“レイ”と呼んでいる。忍者のようなスキルが多く、ナヤトレイ自身も身のこなしがとても早い。
戦闘スタイルは短剣や短刀、片手斧を用いた二刀流。その為、全キャラクターで唯一通常攻撃が2連続攻撃である。ディレイが短く、ステータスやスキルの選び方によってはディレイがほとんどない状態になる。
2007年11月14日のver.4.29へのアップデートで導入されたエピソード2チャプター2では、シベリンではなく、原作『ルーンの子供たち』と同様、ボリスとペアを組んでいる。
足の速さと通常攻撃のダメージの高さ、手数の多さからBOTとしてゲーム内に蔓延してしまったキャラクターでもある。
原作『ルーンの子供たち』では、「冬の剣」にて登場。多くの謎を残して去って行った。
マキシミン・リフクネ（Maximin Liebkne）
声 - 森久保祥太郎
6月7日生まれ（双子座）、17歳、B型、男、身長178cm
コーヒー色の長めの髪の毛、茶色い古びたコート。眼鏡をかけている。
親の影響で権力を嫌うリフクネ家の長男。酒豪である。あるところで傭兵ギルドである“シャドウ&アッシュ”のナルビク支部長・ルベリエを助けたことから、シャドウ&アッシュで探偵として働くことになる。しかし、過去に組んだペアが任務遂行中、原因不明の事故で死亡したために誰も彼とのペアを組まなくなり、最終的には雑用をやらされる程までに転落した暗い過去を持つ。その影響で大した依頼をさせてもらえない上に、ルベリエに対して借金をしているため報酬の大半を持っていかれている。また、ルベリエ以外にも借金をしており、その被害者は多数存在する。スキルにも毒舌がある程の毒舌家であるため、周りの人間からは嫌われやすい。剣は我流だが、彼の場合は剣で敵を斬るのではなく、“叩き潰す”やり方である。また、剣術等は全く扱えず魔法にも関心はないが、天性の才能で風を操る術を知っているため、生まれもっての風術師である。さらに、他を圧倒するほどの推理力を持っており物事を同時に考える能力「マルチタスキング」ができるが、本人自身が面倒くさがり屋であるため、その能力が発揮することは滅多にない。ある日、任務の最中に“鞘から抜けない剣”を見つけてこっそり持ち出した事が、彼の運命を大きく変えていく事になる。
ゲーム内では、豊富な自己支援スキルのため対人戦において力を発揮する。狩りも多くの補助によってステータスに火力をつぎ込むことができるが、技自体のパワーが低いためそれでも火力に悩むキャラである。
ゲーム内でも原作でもジョシュアの幼馴染であり、エピソード2チャプター2では、ジョシュアが自分のことを覚えているという事実に動揺して「お前なんか知らない」と冷たい態度を取ってしまう。また、原作『ルーンの子供たち』では第2部「DEMONIC」で登場。ジョシュアとは幼いころに知り合い、一緒に行動する。
イスピン・シャルル（Ispin Charles）
声 - 戸松遥
10月6日生まれ（天秤座）、17歳、AB型、女、身長168cm
黒髪黒目の男装した少女。
シャドウ&アッシュの新入り傭兵。本名は、シャルロット・ビエトリス・ド・オルランヌ（Charlotte Bietris de Orlanne）。オルランヌ公国の王女である。兄であるベルナール・ゾフレ・ド・オルランヌ（Bernard Geoffrey de Orlanne）の死後、オルランヌ公国の王位継承者であったが後継者争いに巻き込まれ、叔父に刺客を送られたため、現在は身分を隠してシャドウ&アッシュの傭兵として生活をしている。相方のマキシミンとは衝突が絶えないが、内では互いに信頼の心を抱いている。母の形見であるペンダントを持っており、実はそれがシベリンにとって重要な物らしく、一時期対立した事もあったが、後に和解している。ちなみにボクっ子で、男装しているためか、マキシミンからは「女々しい男」と思われている。
装備は細身の片手剣を扱う。優れた自己補助と使い勝手が良く高火力な範囲攻撃で、狩りに関しては終始悩むこともなく非常に扱いやすいキャラ。しかし対人戦には向いていない。魔法技術に優れた国出身のキャラのため、ストーリー上ではその知識を生かして活躍することも多いが、ゲームシステム的に使える魔法はかなり少ない。
過去に公式サイト上で行われたキャラクター人気投票で1位に輝いたキャラクター。
原作『ルーンの子供たち』では、「冬の剣」にて登場。

### Episode2 -光輝-
2007年2月28日のアップデートで開始したEpisode2のストーリーと共に実装されたキャラクター。これらのキャラクターでゲームを新規に開始したプレイヤーは、Episode1はプレイ出来ず、Episode2-Chapter0から開始となる。2007年2月28日にエピソード2チャプター0が始まったと同時に、ジョシュアが実装され、2012年3月現在、クロエ、ランジエ、イサック、アナイス（アナベル）まで実装されており、EP2のストーリーはCP0〜5まで存在している。
ジョシュア・フォン・アルニム（Josua von Arnim）
青みがかった銀灰色の髪に、黒い瞳の美少年。
2月28日生まれ（魚座）、18歳、B型、男、身長182cm
原作『ルーンの子供たち』第2部「デモニック」の主人公として登場。ゲーム中のアイテム「中折れ帽」などの装備品の詳細に装備可能キャラクターとしてその名前が登場している。マキシミンとは幼馴染である。2007年2月28日にエピソード2チャプター0開始と同時に実像化された。
スタイルは「強化型」（接近攻撃タイプ）「変化型」（自分強化タイプ）「放出型」（遠距離魔法タイプ）に分けられている。武器はスモールソードとワンド、盾はスペルブックと水晶玉が装備できる。ティチエルの「トゥインクル」のような基本攻撃から普通の剣の基本攻撃まで幅広く持っている。スキルはSTAB（突き攻撃力）絡みのスキルが多数あり、強力なINT（魔法攻撃力）系スキルも数多くある。
2007年5月16日のアップデートで「ヨシュア・フォン・アルニム」から、原作者の要望で「ジョシュア・フォン・アルニム」と名前が変更された。
2007年11月14日のアップデートで2次スキル「ゴーストバースト」「弱化」が追加、更に2008年2月6日には2次スキル「スペードシールド」が追加された。
クロエ・ダ・フォンティナ（Cloe da Pontina）
11月11日生まれ（蠍座）、17歳、A型、女、身長165cm
黄金の長髪に青い瞳の美女。
原作『ルーンの子供たち』では「冬の剣」「DEMONIC」に登場。有力貴族フォンティナ家の令嬢。2007年7月26日に実像化された。魔法を主体とするキャラクターだが、同じく魔法を使うティチエルとは違い、そのスキルのほとんどが攻撃用に偏向している。また、キャラクター作成時に選択するタイプも全て魔法系であることもティチエルと違っている点である。
2009年2月現在で実装されている装備品は全て他キャラクターも装備可能なもので、クロエ専用の装備は存在せず、特に装備可能な武器は魔杖のみとなっている。
ステータスのDEFの値が上昇させにくいため、他キャラクターに比べて序盤での戦闘に苦労するとされているが、ダメージをMPで肩代わりするマナウォール、一定の範囲を瞬間的に移動する瞬間移動等の特徴的なスキルを覚えることができる。現在実装されている2次スキル・術強化はスタミナを消費しながら魔法攻撃力を高めるという、ボリスでの赤い月の盟約に似たスキルであり、中盤以降の魔法による攻撃力はかなり高くなる。
チャプター内での性格付けは、貴族令嬢として非常に高慢で冷徹な発言をするものの、その内心では自分を取り巻く世界に複雑な思いを抱く等、単なる「お嬢様」的なイメージに囚われないものとなっている。
また、特定の課金アイテムを使用することで全身の服装を変えることができる。
ランジエ・ローゼン・クランツ（Lanziee Rosen Kranz）
2月19日生まれ（水瓶座）、17歳、AB型、男、身長176cm
空色の髪と鮮紅色の瞳をもった、端正な美少年。
原作『ルーンの子供たち』の第1部「冬の剣」にて、ボリスの下僕として登場。下僕という身分とは裏腹に様々な知識を持ち、特に政治学について造詣が深い。また、第2部「DEMONIC」でも主要な人物として登場。共和国に対する信念は「冬の剣」の時と変わっておらず、秘密結社「民衆の友」に入って活動をしている。
ランズミという妹がいるが、幼い頃から病弱であまり外出しない。また、過去に受けた尋問（拷問）の影響で、彼の左手首には異常がある。
2008年7月30日に実像化された。武器は魔法攻撃型銃・物理攻撃型銃の2種類の2丁銃を使用する。
イサック・デュカステル（Issac Dukastel）
5月5日生まれ（牡牛座）、35歳、O型、男、身長180cm
「冬の剣」にて登場。徒手空拳で戦う巨漢として描かれている。
2010年10月27日に実装された。使用武器はクローとカーラの2種類で、それぞれ突きと斬りに特化している。
その正体はサンスルリア女王メルゼベドの夫君であり、彼女がサンスルリアからレンムへ巡礼の際、レンムの森の中で出会った。彼女が連れていた護衛が死に、一人でいたところを賊に襲われていた。イサックに助けられたメルゼベドは、彼に護衛を頼む。イサックはメルゼベドに、極寒地での野宿の仕方や、素手で食べる魚の美味しさを教える。メルゼベドは当初はサンスルリアの姫であることを隠していたが、無事に巡礼を終え故郷へ帰還した後に、正体を明かす。お互いに恋慕の想いを捨てきれず、メルゼベドは自らの勇士としてイサックを側に置く事を決めた。その時、レンムの戦士の証として伸ばしていた長髪を、メルゼベドの頼みにより短く切り、現在の髪型になる。後に結ばれた二人は娘ジェニエノルを授かる。
サファイアの行方を追ってサンスルリアに行き着き、祭女の儀式で権力争いに巻き込まれたメルゼベドが倒れるのを目撃する。メルゼベドの姉エルメディスとリベラトレがメルゼベドを殺そうと呪いをかけたのだが、ネニャフルの仲間たちと共に、危険を顧みずメルゼベドの悪夢の中へ入り救出した。
アナイス（アナベル）・デル・カリル（Anais del Caril）
声 - 白浜海未（ボイスドラマ）
8月14日生まれ（獅子座）、16歳、A型、女、身長154cm
二つの人格を持つ少女。詳細は不明。ムービー中では熊のぬいぐるみで戦闘をしている。アナベルのときは髪に大きな赤いリボンを結び幼い性格をしているが、アナイスのときは髪をおろし性格が大人しくなるようだ。
2012年3月28日に登場。

### Episode3 -共鳴-
2012年6月30日のカンファレンスにて正式発表された。
イソレスティ（イソレット）
声 - 諏訪彩花
4月30日生まれ
原作『ルーンの子供たち』の第1部「冬の剣」にて、ボリスの師匠として登場し、物語に深く関わっていくことになる。名前には「高貴な孤独」という意味がある。
神聖チャントを使い双剣で戦う。原作内ではボリスの剣術とは対の剣術の流派を体得している。ゲーム内でも同様に双剣と神聖チャントを使う。
ベンヤ（Benya）
声 - 花澤香菜（チュートリアルムービー）
生年月日・年齢・血液型は全て不明、女、身長160cm
風に飛ばされそうな細い体の少女。公式サイトにある「漫画で学ぶテイルズウィーバー」のページ内に登場。
使用武器は鎌とハンマー。
ロアミニ（Roamini）
5月25日生まれ（獅子座）、23歳、AB型、女、身長172cm
アルミド大陸の銀髪名怪盗。
巧みな話術と古代遺物を用いた呪術で、自警団や傭兵を出し抜き、華麗に盗みをはたらく。
ナヤトレイの姉だが、一度死に蘇ったことにより記憶を失っている。
使用武器はトーテム。
ノクターン・ド・ヴィエン（Nocturne de Vien）
9月15日生まれ（乙女座）、推定14歳、AB型、男、身長143cm
小さな体つき、眩しい金髪、青い海のような深みのある瞳で可愛らしい姿をした少年。
ギルド「シャドウ&アッシュ」で最年少の傭兵でもあるが、別れた姉（アナベル）の情報を得るためにギルドに加入している。
使用武器はランチャー。

### Episode4 -変奏-
2018年5月19日のカンファレンスにて正式発表され、2019年7月24日に正式実装。
クラリーチェ・デ・アブリル（Rice Avril）
8月21日生まれ（獅子座）、17歳、O型、女、身長165cm
赤い薔薇色の髪と、緑色の瞳が視線を惹きつける独特な魅力を持つ美少女。
使用武器はアーミングソード

## 世界観
剣と魔法のファンタジー世界。宇宙のどこかに存在する異次元銀河系の第3太陽系第3惑星テシスのアルミド大陸が舞台。魔法革命と称される魔法技術の発展により、科学に相当する実用魔法技術が飛躍的に発展した世界である。

### 国家
これらはゲームサーバーの名前にも使われており、これから随時増設する予定である。2009年4月現在、作中に登場する国はアノマラド南部、レンムのエルティボ近郊、ハイアカンのブルーコーラル近郊。
アノマラド（Anomarad）
このゲームのスタート国。「冬の剣」では「アノマラード」として登場。首都はケルティカ（Keltica）。
レンム（Lemme）
首都はエルティボ（Eltivo）。
ドゥルネンサ（Durnensa）
トレビゾ（Trevizo）
アノマラド領、マキシミンの出身地。「冬の剣」では「トレビジョ」として登場。
レコルダブル（Lekordable）
シャドウ&アッシュの本拠地、いくつかの国からなる連邦国家。
トラバチェス（Travaches）
ボリスの出身地。首都はロン（Ron）。
パルシュ（Parsh、原作表記ではPalshu）
ルグラン（Ruguran、原作表記ではRugran）
オルランヌ（Orlanne）
イスピンの出身地。首都はオルリー（Orlie）。
ガナポリー（Ganapoly）
「冬の剣」では魔法王国「カナポリ」として登場。
ハイアカン（Haiacan）
レコルダブルに属するリゾート地。
サンスルリア（Sansruria）
首都はサンスルー（sansru）
ペリウィンクル（Periwinkle）
ネニャフル（Nenyafflee、原作表記ではNenyaffle）
アノマラドにある魔法学院。
イカボーン（Ichabone）
ペリウィンクル近隣のイカボーン諸島、または先代アルニム家のデモニック・イカボーン。
ティア（Tia）
アノマラドが支配した植民領。
ザン（jhan）
ティアと同じく、アノマラドが支配した植民領。

### ギルド
シャドウ&アッシュ（Shadow&Ash）
レコルダブル連邦に籍を置き、シャドウ、アッシュという2名の首長を中心として構成されている多国籍性向の傭兵ギルドである。レコルダブルでも指折りのギルドで、金さえ貰えばどんな仕事でも行う傭兵たちが所属している。内容に関係なく依頼を受けるため評判はよくないが、目的達成の面では超一流の傭兵団である。
シベリン・ウー、ナヤトレイ、マキシミン・リフクネ、イスピン・シャルルが所属している（イスピンはストーリー中途より加入）。
アクシピター（Accipiter）
貴族を始めとした上流階級で構成されるアノマラド王室直属のギルド。猛禽の意味を持つ。テルピ二帝国全盛期から続く長い歴史を持つ組織で、約200年前に活動が中断されたが、現在のアノマラド国王のチェチェルドアノマラドが王権の支持勢力を養成するために再興した。勇気と挑戦を基本理念とするアクシピターは、一般ギルドとは違って厳しい規律と地位体系を持っていて、ある特定の人や報酬のためでなく国家利益のための活動を中心としている。地域の治安維持や地方軍の問題などに直接関与することが多いため、政府機関ではないが実質的に国王直属機関と変わらない活動を行っている。また、ルシアンとボリスが所属しているアクシピター第12支部のナルビク支部は、港周辺の治安や都市の風俗業の管理を担当していて、最近、勢力を広げようとしているレコルダブル連邦の傭兵ギルドシャドウ&アッシュの活動を牽制している。
ボリス・ジンネマン、ルシアン・カルツ、ミラ・ネブラスカ、ティチエル・ジュスピアンが所属している（ミラとティチエルはストーリー中途より加入）。

### 実装済みのマップ
太字はEP2マップ
町
- 炭鉱の街クラド（フリーマーケット併設）
- 港の街ナルビク（フリーマーケット併設）
- ジプシーの村カウル
- 樹の町ライディア
- アドセル（ワープポイントは一方通行。このマップから他のマップに移動する事は出来なかったが、修正された。）
- 龍泉郷
- カーディフ（フリーマーケット併設）
- 忍桜の里
- リナモード
- エルティボ
- ブルーコーラル　
- ケルティカ
- カンタパルス
- サンスル
- ネニャフル（EP3）
- 首都オルリー（EP3）

フィールド
- クライデン平原
- セルバス平原
- ペナイン森
- パレンシア海岸
- 囁きの海岸
- 山麓の竹薮
- 奥の竹薮
- 竹の峡谷
- 紅の林
- 紅の道
- 秘密庭園
- 白い森
- 酷寒の地
- エルラ島
- パノザレの岸
- 歌う森
- 風の森
- 魔法の沼
- 精霊の森
- 岩石高原
- 名もなき森

ダンジョン
- 祝福のダンジョン（レベル24で入場不可）
- 春の洞窟
- 試練の洞窟
- 混乱の洞窟
- 海底洞窟
- シノプダンジョン
- ピライオンダンジョン
- 紅玉の洞窟
- 水晶の洞窟
- グリンツ鉱山
- 黄泉路（龍泉郷に入口を構える）
- 蝶の木の森（CP4マップ）
- 黄金砂ダンジョン
- 慟哭の塔（CP13マップ）
- 影の塔
- 神獣ダンジョン-ギガス・クスト（カルデア要塞に対応した神獣が棲み付く）
- 神獣ダンジョン-ベレシス・テラノ（アミティス要塞に対応した神獣が棲み付く）
- クリスマスダンジョン
- エルラリウムダンジョン
- 西遊記ダンジョン（関連クエストクリア後に入場可）
- 時の寺院
- 反撃の夜
- ヴェスティージの廃墟

特殊なマップ
- 忍桜の里（忍桜の里進入クエストクリア後に入場可）
- 桜並木
- 桜咲く森
- 呪われた墓地
- 幻桜曲道
- 鬼哭の城
- レンム軍の前哨基地（Lv130から受けられるチャプター外伝2より入場可）
- フォーレンスター島（Lv250から受けられるチャプター外伝2より入場可）

特殊なダンジョン
- 流沙河の沼
- 高老荘（関連クエストクリア後に入場可）
- 五行山砂漠（関連クエストクリア後に入場可）
- 火焔山（関連クエストクリア後に入場可）

隠し部屋
- 秘密ボスダンジョン（所在地はグリンツ鉱山2。クリムゾン壱号機が出現。）
- 秘密ボスダンジョンG（クライデン平原8、クリムゾン参号機出現。）
- 秘密ボスダンジョンV（シノプダンジョン6、クリムゾン弐号機出現。）

PK可能エリア
- ドッペルゲンガーの森（対人可能フィールド）
- ファイトクラブ(現在運営により使用停止中)
- アミティス要塞（守備側に有利な要塞。占領中のクラブのみ入場可能。毎週火・土曜日22時に争奪戦開催。EP1マップへのWP存在。）
- カルデア要塞（攻撃側に有利な要塞。占領中のクラブのみ入場可能。毎週木・日曜日22時に争奪戦開催。EP1マップへのWP存在。）
- 旧旗取りマップ(現在運営により使用停止中)
- シルバースカル(2010年4月27日実装。ドーピング対策として、シルバースカルに参加するにはステータス強制再振りが必要。現在サービスを終了した。)
- 旗取りマップ(旧旗取りマップをリニューアルし、景品などが改善された。)

#### デリンセヒル
関連クエストクリア後に入場可。
中は全5Fで構成され、鍵と呼ばれるアイテムを入手しボスを倒すことで次の階層に進むことが可能。
1日3回まで各階層プレイすることができる。22時に制限がリセットされる。
イベント等で鍵が不要になることもある。
ノーマルをクリアしたあとはハードに進むことができる

#### シオカンヘイム要塞
Lv250から受けられるチャプター外伝2クリア後に入場可能。中央広間から繋がる7つのダンジョンに各4箇所ずつのボス、屋上ダンジョンに専用ボスが配置されている。
それぞれノーマルとハードに分かれておりボスを倒すには専用の鍵が必要である。なお鍵はノーマル・ハードそれぞれNPCから1日につきダンジョンボス用が4つ・専用ボス用が1つ入手可能。
シオカンヘイムの庭園
シオカンヘイムの監獄
シオカンヘイムの厨房
シオカンヘイムの実験室
シオカンヘイムの鍛冶場
シオカンヘイムの兵営
シオカンヘイムの図書館
シオカンヘイム首長の部屋
シオカンヘイム待機室（シオカンヘイム首長の部屋へ戻るための部屋）

#### カリル家大邸宅
エピソード2チャプター7クリア後に入場可であったが、現在入場制限は撤廃された。
主に150レベル前後の中間狩り場となっている。

## 派生作品
TalesWeaver （mixiアプリ版）
2010年10月20日にリリースされたソーシャルゲーム。プラットフォームはmixi。
TalesWeaver コレクション
2013年5月28日にリリースされたソーシャルゲーム。プラットフォームはMobage。ジャンルはカードゲーム。
TalesWeaver:SecondRun
TalesWerver Mとして韓国・釜山で開催されたゲームショウ「G-Star 2016」にて初出展。スマートフォン向けMMORPGとして公開された。 日本展開に向けて準備が進められ、Android・iOS向けとして2022年11月21日午前11時よりサービスインした。  「SecondRun」はPC向けコンテンツ内のBGMとして人気のある曲名、以前に行われた大規模アップデート名、次期作を意味するSecondと再び走りだす事(Run)等から取られている。
2023年9月19日10時をもってサービスを終了。